# Ишханян, Айк
Айк Ишханян (арм. Հայկ Իշխանյան; 24 июня 1989, Ереван, СССР) — армянский футболист, защитник армянского клуба ЦСКА (Ереван).

## Карьера
Футбольную карьеру начал в 2008 году в составе клуба «Ширак».
В 2009 году подписал контракт с клубом «Мика».
В 2012 году стал игроком армянского клуба «Импульс», за который провёл 24 матчей.
С 2015 по 2018 год играл за «Гандзасар» (Капан), сыграв там 87 матчей.
В 2019 году играл за «Лори».
В январе 2020 года перешёл в казахстанский клуб «Жетысу», но уже в начале февраля расторг контракт по обоюдному согласию из-за конфликта с главным тренером команды.
В том же году вернулся в «Алашкерт», сыграв там всего 3 матча и перешёл снова в «Гандзасар».

## Достижения

### Командные
«Мика»
- Обладатель Кубка Армении: 2011